# Skip James
Nehemia 'Skip' James (Bentonia, 9 juni 1902 – Philadelphia, 3 oktober 1969) was een Amerikaanse deltabluesmuzikant: songschrijver, zanger, gitarist en pianist.

## Levensloop
James werd geboren nabij Bentonia. Zijn vader was een stoker van illegale sterke drank, die zich had bekeerd en prediker was geworden. James had diverse baantjes en begon in de jaren twintig gitaar te spelen en liedjes te schrijven.
In 1931 werd het grootste deel van James' muziek geregistreerd, in de Paramount-studio's van Grafton (Wisconsin). De opnamen waren echter geen commercieel succes.
- Devil Got My Woman (1931, Grafton)
- Cypress Grove Blues (1931, Grafton)
- Cherry Ball Blues (1931, Grafton)
- Illinois Blues (1931, Grafton)
- Four O'Clock Blues (1931, Grafton)
- Hard-Luck Child (1931, Grafton)
- Hard Time Killin' Floor Blues (1931, Grafton)
- Yola My Blues Away (1931, Grafton)
- Jesus Is A Mighty Good Leader (1931, Grafton)
- Be Ready When He Comes (1931, Grafton)
- Drunken Spree (1931, Grafton)
- I'm So Glad (1931, Grafton)
- Special Rider Blues (1931, Grafton)
- How Long Buck (1931, Grafton)
- Little Cow And Calf Is Gonna Die Blues (1931, Grafton)
- What I Am To Do Blues (1931, Grafton)
- 22-20 Blues (1931, Grafton)
- If You Haven't Any Hay Get On Down The Road (1931, Grafton)

Na de opnames van 1931 in Grafton verdween James van het muzikale toneel tot hij in 1960 werd herondekt door drie bluesfans. In 1964 speelde hij op het Newport Folk Festival. James overleed op 67-jarige leeftijd aan de gevolgen van kanker.
James' nummers werden gecoverd door onder meer Cassandra Wilson, Lou Reed, Cream, Deep Purple (Shades of Deep Purple) en Beck. In de reeks documentairefilms The Blues die Martin Scorsese produceerde, maakte Wim Wenders de film The Soul of a Man over de muzikale carrière van James (en J.B. Lenoir). In Joel en Ethan Coens film O Brother, Where Art Thou? wordt de song Hard Time Killin' Floor Blues gebruikt, gecoverd door Chris Thomas King. Devil Got My Woman komt voor op de soundtrack van Ghost World.